# Beggars Banquet Records
Beggars Banquet Records es una discografía independiente inglesa que comenzó como una cadena de tiendas de discos, cuyos dueños eran Martin Mills y Nick Austin. En 1977, estimulados por la estética de Hazlo tú mismo que dominaba el movimiento británico del punk rock, decidieron afrontar la batalla como una discográfica independiente bajo el sello de Beggars Banquet Records, tomando su nombre del famoso disco Beggars Banquet («el banquete de los mendigos» de los Rolling Stones. Su primer lanzamiento fue el sencillo Shadow del grupo punk The Lurkers; el primer álbum del sello fue el recopilatorio Streets (noviembre de 1977), que reunía canciones publicadas por diversos grupos en varios sellos independientes así como algunas inéditas. El disco constituía un manifiesto del DIY y un grito de guerra para el surgimiento de los sellos indie.
Más adelante, en los primeros años 1980, tuvieron éxito con Tubeway Army y Gary Numan, que aseguraron el futuro de la compañía. Dos subsellos surgieron entonces: Situation Two y 4AD Records, creados para lanzar a artistas como The Charlatans, Red Lorry Yellow Lorry, Play Dead, The Pixies, Cocteau Twins, M/A/R/R/S y otros muchos. Otra subsidiaria, grabaciones XL, atrae a artistas dance como The Prodigy, Thom Yorke o Basement Jaxx.
Mantra Records, Mo'Wax Records, Locked On Records, Matador Records y Wiiija forman también parte del Beggars Banquet Records.

## Bandas actuales y anteriores
- Calla
- Bauhaus
- Biffy Clyro
- The Cult
- Dead Fly Buchowski
- Dream City Film Club
- The Fall
- Fields of the Nephilim
- Film School
- Gary Numan
- Gene Loves Jezebel
- The Go-Betweens
- Mark Lanegan Band
- The National
- Oceansize
- The Ramones
- The Strokes
- Sun Dial
- Terminal Power Company
- Tindersticks
- The Beekeepers